# Lahnfaden

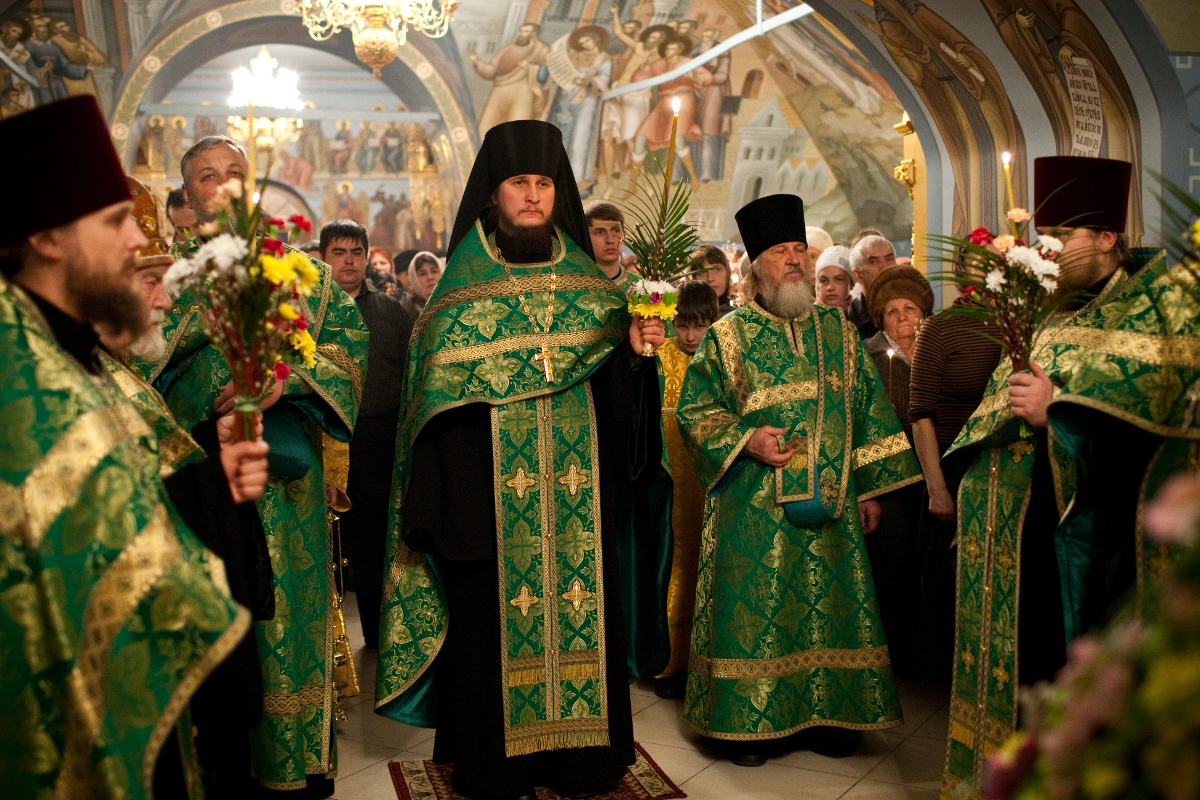
Russisch-orthodoxe Priester und Diakone in mit Lahnfäden verzierten liturgischen Gewändern

Lahnfaden ist ein mit Lahn (geplätteter Metalldraht oder schmale Streifen dünner Folie) spiralförmig umwickeltes textiles Garn zur Herstellung prunkvoller Textilien mit metallisch glänzenden Oberflächen.
Die bekanntesten Vertreter der Lahnfäden sind Goldlahn, der mit Gold umwickelt, oder Silberlahn, der mit Silber umwickelt ist. Bei unedleren Werkstoffen wie vergoldeten oder versilberten unedlen Metallen (meist vergoldete Kupferlegierungen) spricht man von Leonischer Ware. Aufgrund des hohen Wertes fand vor allem Goldlahn bei der Herstellung von liturgischer und weltlicher Prunkkleidung Verwendung. In neuerer Zeit gibt es Lahnfäden, die mit metallisch glänzenden Kunststoffen umwickelt sind.